# L'Escadrille des jeunes
Pour plus de détails, voir Fiche technique et Distribution.
L'Escadrille des jeunes (I Wanted Wings) est un film américain réalisé par Mitchell Leisen et sorti en 1941.

## Synopsis
En 1940, après un raid aérien simulé contre Los Angeles impliquant dix -huit bombardiers Boeing B-17 Flying Fortress de l'US Army Air Corps, l'un d'eux s'écrase dans le désert sur le chemin du retour à la base. Mystérieusement, le cadavre d'une femme est retrouvé dans l'épave. Le pilote, le sous-lieutenant Jefferson Young III, est accusé d'avoir à bord un passager civil non autorisé et accusé en conséquence d'avoir désobéi aux ordres. Avant que la cour martiale ne rende son verdict, ils passent en revue les antécédents et l'histoire militaires de Jeff.
Fils d'un riche homme d'affaires de Long Island, Jeff rejoint l' United States Army Air Corps . Lors d'une formation de base au Texas, il rencontre l'ancien footballeur Tom Cassidy et Al Ludlow, un mécanicien. Jeff et Al deviennent des amis proches et se soutiennent mutuellement grâce à l'entraînement. Jeff rencontre la chanteuse Sally Vaughn, ignorant qu'elle était la chérie d'Al. Jeff, cependant, est déjà amoureux de la photographe Carolyn Bartlett. Lorsqu'un pilote (Jimmy Masters) s'écrase en évitant Tom, Jeff et Al sont les premiers intervenants à l'avion en feu, mais Jeff ne fait rien pendant qu'Al sauve Masters. Par la suite, Jeff a tellement honte de lui-même qu'il s'absente, se saoule et va voir Sally. Il propose de l'emmener au Mexique, mais Al menace d'exposer son passé afin de la convaincre de retourner à la base. Ensuite, Jeff propose à Carolyn; elle accepte.
Pendant l'entraînement sur un autre aérodrome, les trois amis volent dangereusement bas pour le plaisir, mais Tom s'écrase mortellement. Al, le cadet senior, est renvoyé de l'Air Corps. Sally dit à Al et Carolyn qu'elle est enceinte de l'enfant de Jeff. Jeff avoue à Carolyn qu'il a secrètement continué à voir Sally parce qu'elle menaçait de détruire sa réputation. Carolyn rompt avec Jeff. Al épouse Sally, en partie parce qu'il l'aime et en partie pour protéger Jeff. Au bout d'un moment, Sally dit à Al qu'elle a menti sur sa grossesse, et il lui dit qu'il le savait depuis le début. Bouleversée et croyant qu'il ne l'a jamais aimée, Sally le quitte. Après avoir obtenu son diplôme, Jeff est sur le point de monter dans les airs pour participer à une formation de jeu de guerre. Il rencontre Al, qui est maintenant un chef d'équipage enrôlé sur son bombardier B-17. Lorsque leur ancien mentor et commandant de l'unité, le capitaine Mercer, découvre Al, il commence à travailler pour le faire réintégrer en tant que candidat officier et pilote.
Puis Sally se présente, suppliant Al de l'aider, disant qu'elle est recherchée pour le meurtre de son ami gangster, un crime qu'elle admet avoir commis. Al lui donne de l'argent et promet à contrecœur de la rencontrer plus tard. Avant qu'elle ne puisse quitter le hangar, des officiers de l'Air Corps entrent dans le bâtiment. Sally se cache à l'intérieur d'un bombardier. Elle est toujours là quand l'avion décolle, avec Jeff comme pilote. Lorsque les jeux sont terminés, Mercer demande à Jeff de préparer une fusée éclairante d'urgence. Al va les chercher et découvre Sally. Comme ils le soutiennent, une fusée éclairante est allumée par accident. Avant qu'ils ne puissent le déposer dans la soute à bombes, Mercer est brûlé et tombe de l'avion. À l'aide d'un parachute, Al saute après lui et le sauve. Jeff parvient à faire atterrir le bombardier dans l'obscurité pour récupérer ses membres d'équipage. Après avoir appris que Mercer doit se rendre immédiatement à l'hôpital, il essaie de repartir, sans tenir compte de l'ordre de Mercer de rester sur place. Il s'écrase et Sally est tuée.
Al prend la barre des témoins et raconte toute l'histoire. Jeff est innocenté de toutes les accusations et retrouve Carolyn. Al est réintégré en tant que pilote stagiaire et Mercer récupère finalement.

## Fiche technique
- Titre : L'Escadrille des jeunes
- Titre original : I Wanted Wings
- Réalisation : Mitchell Leisen, assisté d'Arthur Rosson (non crédité)
- Scénario : Sig Herzig et Richard Maibaum d'après une histoire de Eleanore Griffin et Frank Wead et un livre de Beirne Lay Jr.
- Production : Arthur Hornblow Jr.
- Société de production : Paramount Pictures
- Photographie : Leo Tover
- Effets spéciaux : Divers collaborateurs, dont Loyal Griggs (non crédité) et Gordon Jennings
- Musique : Victor Young
- Direction artistique : Hans Dreier et Robert Usher
- Décors de plateau : Ray Moyer (non crédité)
- Pays d'origine : États-Unis
- Format : Noir et blanc - Son : Mono (Western Electric Mirrophonic Recording)
- Genre : Guerre
- Durée : 131 minutes
- Date de sortie : 26 mars 1941 (USA)

## Distribution
- Ray Milland : Jeff Young
- William Holden : Al Ludlow
- Wayne Morris : Tom Cassidy
- Brian Donlevy : Capitaine Mercer
- Constance Moore : Carolyn Bartlett
- Veronica Lake : Sally Vaughn
- Harry Davenport : 'Sandbags' Riley
- Phil Brown : Jimmy Masters
- Edward Fielding : Président de la Cour
- Willard Robertson : Juge-avocat
- Charles Waldron (non crédité) : Officier de commandement